# Opactwo Cystersów w Obrze
Opactwo Cystersów w Obrze – kościół i klasztor pocysterski znajdujące się we wsi Obra. Należy do oblatów.

## Charakterystyka
Późnobarokowy kościół pw. św. Jakuba został zbudowany w latach 1722-1757. Wyposażenie wnętrza jest utrzymane w stylach rokokowym i wczesnoklasycystycznym. W głównym ołtarzu znajduje się obraz Wniebowzięcie Najświętszej Maryi Panny z 1756 roku Szymona Czechowicza. W kościele znajduje się krucyfiks z 1500 roku. Boczne ołtarze zostały wyrzeźbione przez Augustyna Schöpsa w latach 1762-1764, autorem fresków (1753-1754) jest Stanisław Brzozowski. W kościele znajdują się epitafia Ludwiki i Rafała Gurowskich. Przed kościołem ustawiono figurę św. Jana Nepomucena z piaskowca.
Klasztor w stylu późnego baroku, przybudowany do kościoła pochodzi z 1618 roku, ale był przebudowywany w latach 1753-55 i nadbudowany po 1920. Wirydarz okalają krużganki. W klasztorze mieści się Wyższe Seminarium Duchowne Misjonarzy Oblatów Maryi Niepokalanej.
Kościół i klasztor zostały wpisane do rejestru zabytków w 1932 roku.
Z zespołu klasztornego ochronie podlegają jeszcze:
- obora z II połowy XVIII wieku (wpis 20 lutego 1970)
- organistówka z końca XVIII wieku (wpis 20 lutego 1970)
- park krajobrazowy z II poł. XVIII wieku o pow. 10,9 ha (wpis 27 grudnia 1983)[2]
- późnobarokowa[3] opatówka z 1724 roku (wpis 8 czerwca 1994)